# Jahressteuer
Als Jahressteuer werden Steuerarten kategorisiert, bei denen die Grundlagen der Besteuerung jeweils für ein Kalenderjahr neu ermittelt werden. Dies geschieht in der Regel im Rahmen eines Veranlagungsverfahrens durch jährliche Abgabe einer Steuererklärung, falls erforderlich auch durch Schätzung der Besteuerungsgrundlagen durch die Finanzbehörde. Die in Bezug auf das Steueraufkommen bedeutendsten Jahressteuern sind die Einkommensteuer (§ 2 Abs. 7 S. 1 EStG), die Gewerbesteuer (§ 14 S. 2 GewStG), die Körperschaftsteuer (§ 7 Abs. 3 S. 1 KStG) sowie die Umsatzsteuer (§ 16 Abs. 1 S. 1 UStG).
Zu beachten ist hierbei, dass bei den Ertragsteuern der Gewinnermittlungszeitraum nicht notwendigerweise mit dem Kalenderjahr übereinstimmen muss, aber nicht mehr als zwölf Monate umfassen darf. Bei bilanzierenden Gewerbetreibenden sowie Land- und Forstwirten darf also auch der in einem vom Kalenderjahr abweichenden Wirtschaftsjahr erzielte Gewinn der Jahresbesteuerung unterworfen werden. In der Praxis wird entweder der gesamte Gewinn in dem Kalenderjahr der Besteuerung unterworfen, in dem das Wirtschaftsjahr endet (bei Gewerbetreibenden) oder es erfolgt eine zeitanteilige Aufteilung (bei Landwirten).